# Druga bizantinsko-perzijska vojna
Druga bizantinsko-perzijska vojna (tudi bizantinsko-sasanidska vojna) je potekala med leti 602 oz. 611 in 628; Bizanc je s to vojno prodrl v Mezopotamijo. Bila je odločilna in najbolj uničujoča vojna v seriji bojev med Bizancem in Perzijo. Medtem ko so bili Perzijci uspešni v prvem delu vojne (602-622), pri čemer so osvojili Levant, Egipt ter dele Anatolije, pa so v drugem delu Bizantinci pod vodstvom Heraklija premagali Perzijce. V zadnjem poskusu so se Perzijci povezali z Avari in skupaj poskušali zavzeti Konstantinopel, a so jih Bizantinci uspeli odločilno premagati. Sledila je bizantinska kampanja v notranjost Perzije, dokler niso bili Perzijci prisiljeni zaprositi za mir. 
Ob koncu vojne sta bili obe cesarstvi popolnoma izčrpani, tako da nista bili zmožni preprečiti vzpona muslimanskega kalifata, katerega sile so ju napadle čez nekaj let.

## Bitke
- bitka pri Ninivah (627)